# Arnold Turboust
Arnold Turboust (Saint-Sever-Calvados, 1959) è un cantante francese, conosciuto soprattutto negli anni ottanta per la canzone Adélaïde cantata con l'attrice Zabou Breitman.
Ha collaborato anche con Étienne Daho per diversi dischi.